# Common Sense Media
Common Sense Media (CSM) est une organisation américaine à but non lucratif, localisée à San Francisco, spécialisée dans l'étude des médias et technologies familiales et des enfants,. Fondée par Jim Steyer en 2003, Common Sense Media étudie et accueille les ouvrages, films, séries télévisées, jeux vidéo, applications, musiques, et sites Internet, et les évalue selon leur contenu (niveaux de violence, de références sexuelles, du langage, et plus pour les parents qui veulent se faire une idée de ce qu'utilisent leurs enfants. Des dons bancaires de la part des fondations et des particuliers aident à financer Common Sense Media. En 2013, l'organisation dessert près d'une centaine de millions de foyers américains. En plus de ses services en anglais, le site est également disponible en espagnol.